# Анаксімандр (місячний кратер)
Кра́тер Анаксіма́ндр (лат. Anaximander) — стародавній метеоритний кратер поблизу північно-західного краю видимого боку Місяця. Назву кратеру присвоєно на честь давньогрецького філософа Анаксімандра Мілетського (610—546 до н. е.) й затверджено Міжнародним астрономічним союзом у 1935 році. Утворення кратера відбулося у донектарському періоді.

## Опис кратера

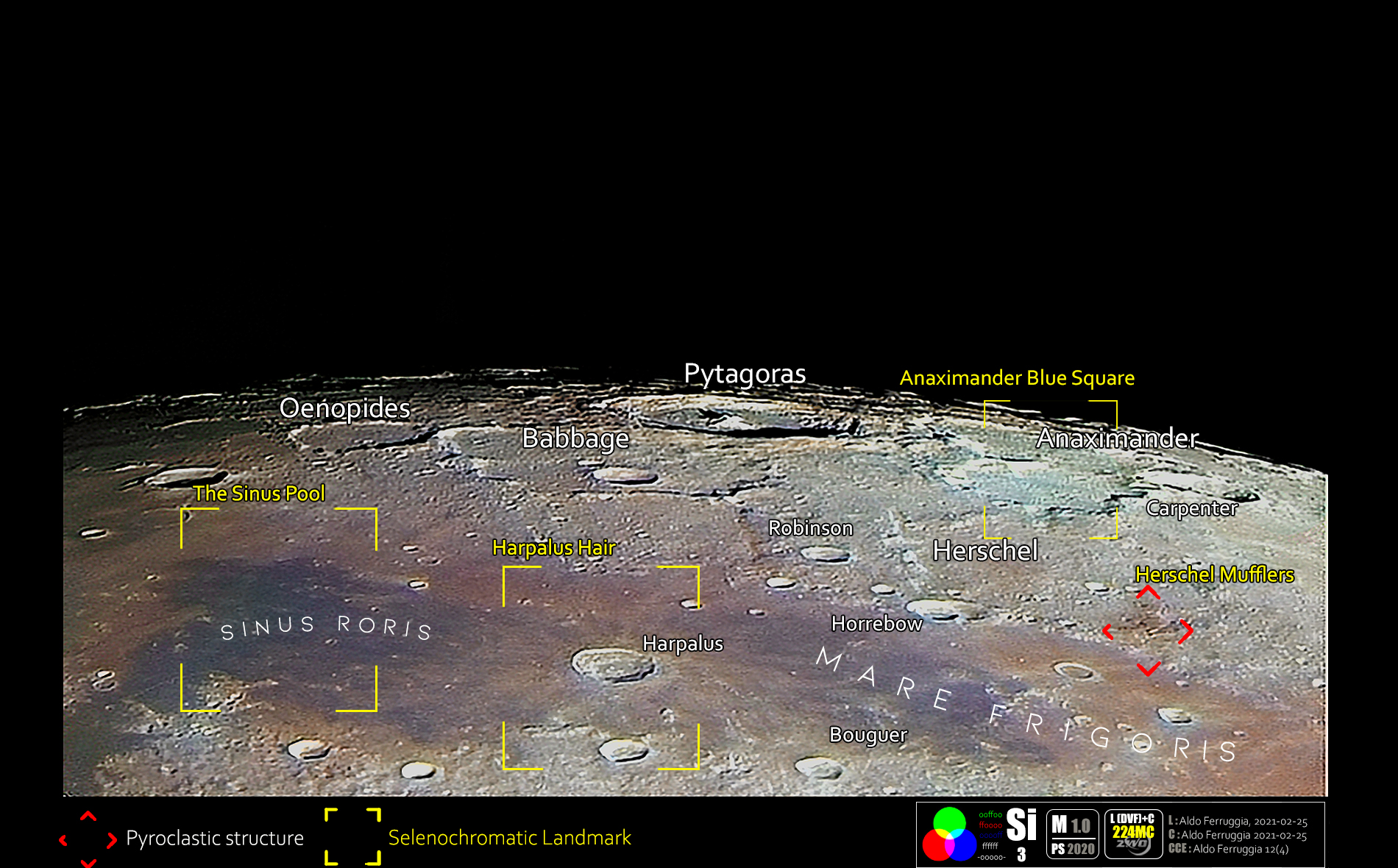
Околиці кратера на селенохроматичному зображенні (Si) з деякими орієнтирами

На північному заході від кратера лежать кратери Паскаль і Дезарг, на півночі кратер Карпентер і далі кратер Понселе, на півночі північному заході кратер Анаксімен, на північному сході кратер Дж. Гершель, на південному заході кратер Піфагор.
Селенографічні координати центра кратера 66°58′ пн. ш. 51°26′ зх. д. / 66.97° пн. ш. 51.44° зх. д., діаметр 69 км, глибина 1,71 км.
Вал кратера значно зруйнований, має численні засічки й розриви. Найбільша висота валу над навколишньою місцевістю становить 1260 м. Центральний пік відсутній, дно чаші кратера поцятковане безліччю дрібних кратерів. На півдні кратер сполучений із сателітним кратером Анаксімандр D, у місці сполучення є широкий розрив у валах обох кратерів. На заході від кратера — невисоке піднесення місцевості, що відділяє його від сателітного кратера Анаксімандр B. Об'єм кратера — близька 4000 км³.

## Сателітні кратери
| Анаксімандр | Координати                                                | Діаметр, км |
| ----------- | --------------------------------------------------------- | ----------- |
| A           | 68°03′ пн. ш. 50°24′ зх. д. / 68.05° пн. ш. 50.40° зх. д. | 15,2        |
| B           | 68°05′ пн. ш. 61°13′ зх. д. / 68.08° пн. ш. 61.21° зх. д. | 79          |
| D           | 65°47′ пн. ш. 50°41′ зх. д. / 65.78° пн. ш. 50.68° зх. д. | 97          |
| H           | 65°17′ пн. ш. 41°04′ зх. д. / 65.29° пн. ш. 41.06° зх. д. | 9,0         |
| R           | 66°19′ пн. ш. 55°13′ зх. д. / 66.32° пн. ш. 55.21° зх. д. | 8,1         |
| S           | 68°21′ пн. ш. 53°36′ зх. д. / 68.35° пн. ш. 53.60° зх. д. | 7,2         |
| T           | 67°18′ пн. ш. 52°16′ зх. д. / 67.30° пн. ш. 52.27° зх. д. | 7,0         |
| U           | 64°08′ пн. ш. 48°30′ зх. д. / 64.14° пн. ш. 48.50° зх. д. | 7,5         |

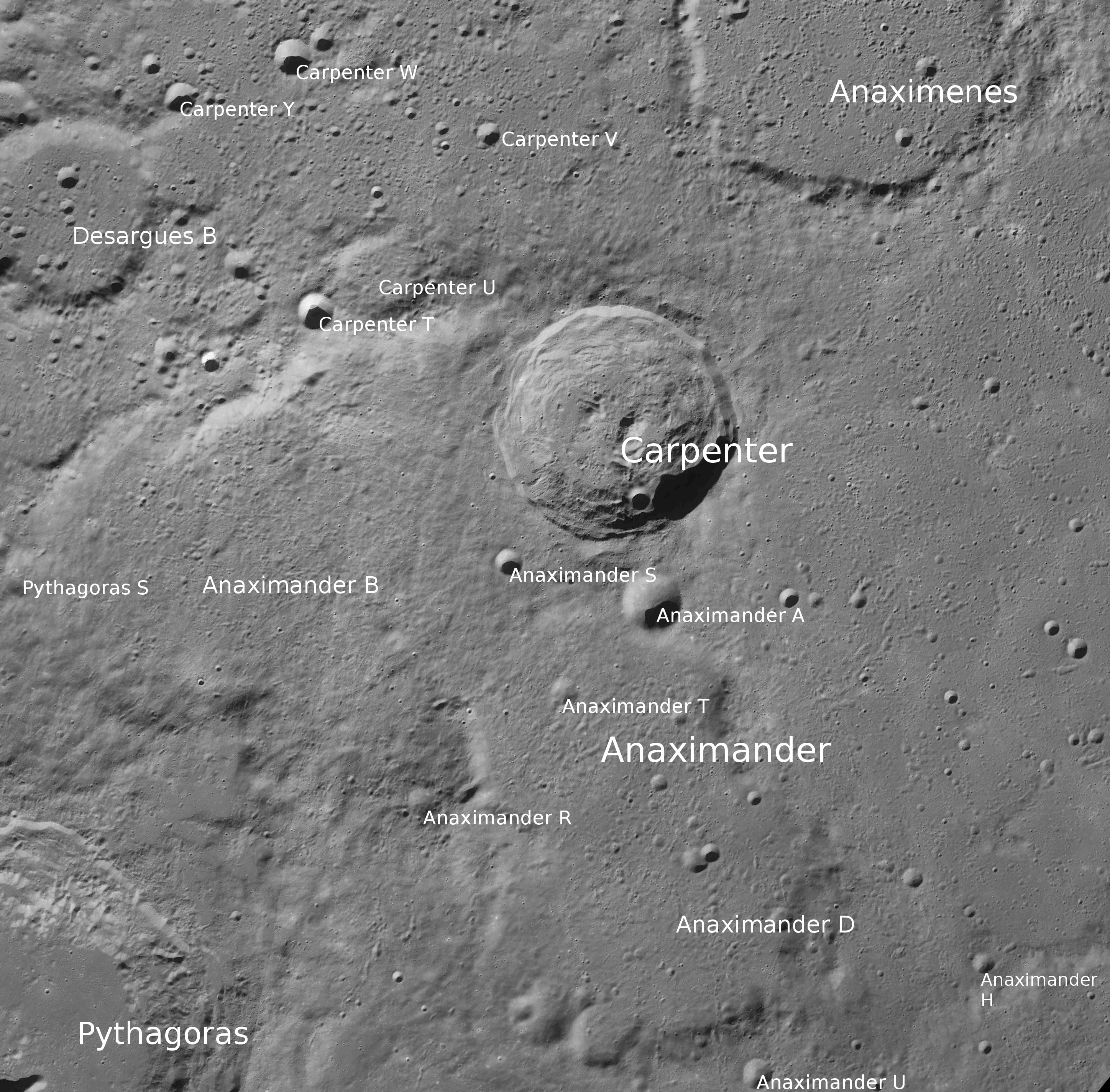
Околиці кратера Анаксімандр. Світлина зонда Lunar Reconnaissance Orbiter.

- Утворення сателітних кратерів Анаксімандр B і D відбулося у донектарському періоді[5].